# (31794) 1999 LL9
1999 LL9 (asteroide 31794) é um asteroide da cintura principal. Possui uma excentricidade de 0.17322410 e uma inclinação de 8.96687º.
Este asteroide foi descoberto no dia 8 de junho de 1999 por LINEAR em Socorro.